# Alpen-Frühlings-Miere
Die Alpen-Frühlings-Miere (Minuartia gerardii), auch Gerard-Miere oder Alpen-Miere genannt, ist eine Pflanzenart aus der Gattung der Mieren (Minuartia) in der Familie der Nelkengewächse (Caryophyllaceae).

## Beschreibung

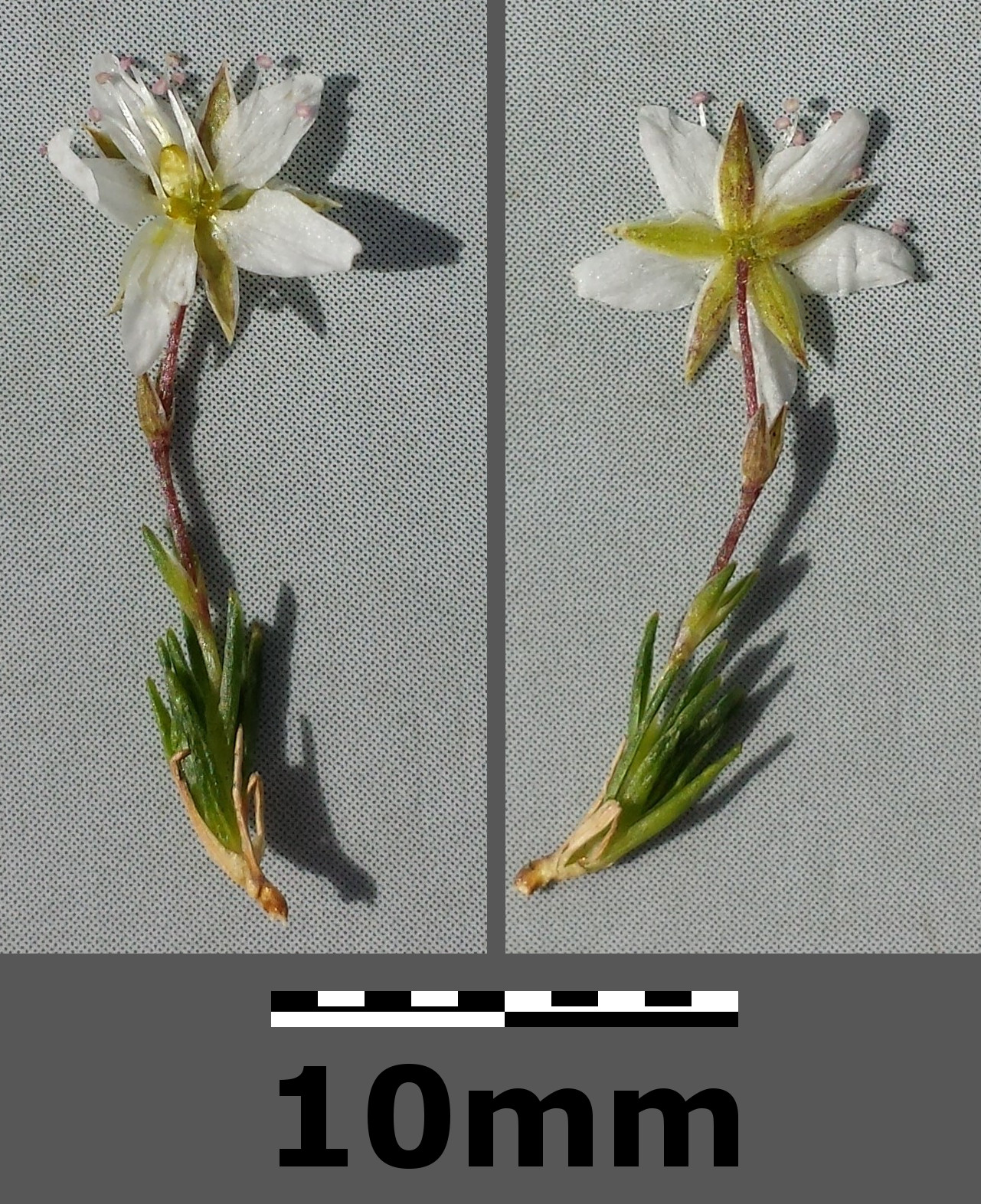
Habitus, Vorder- und Rückseite der Blüte

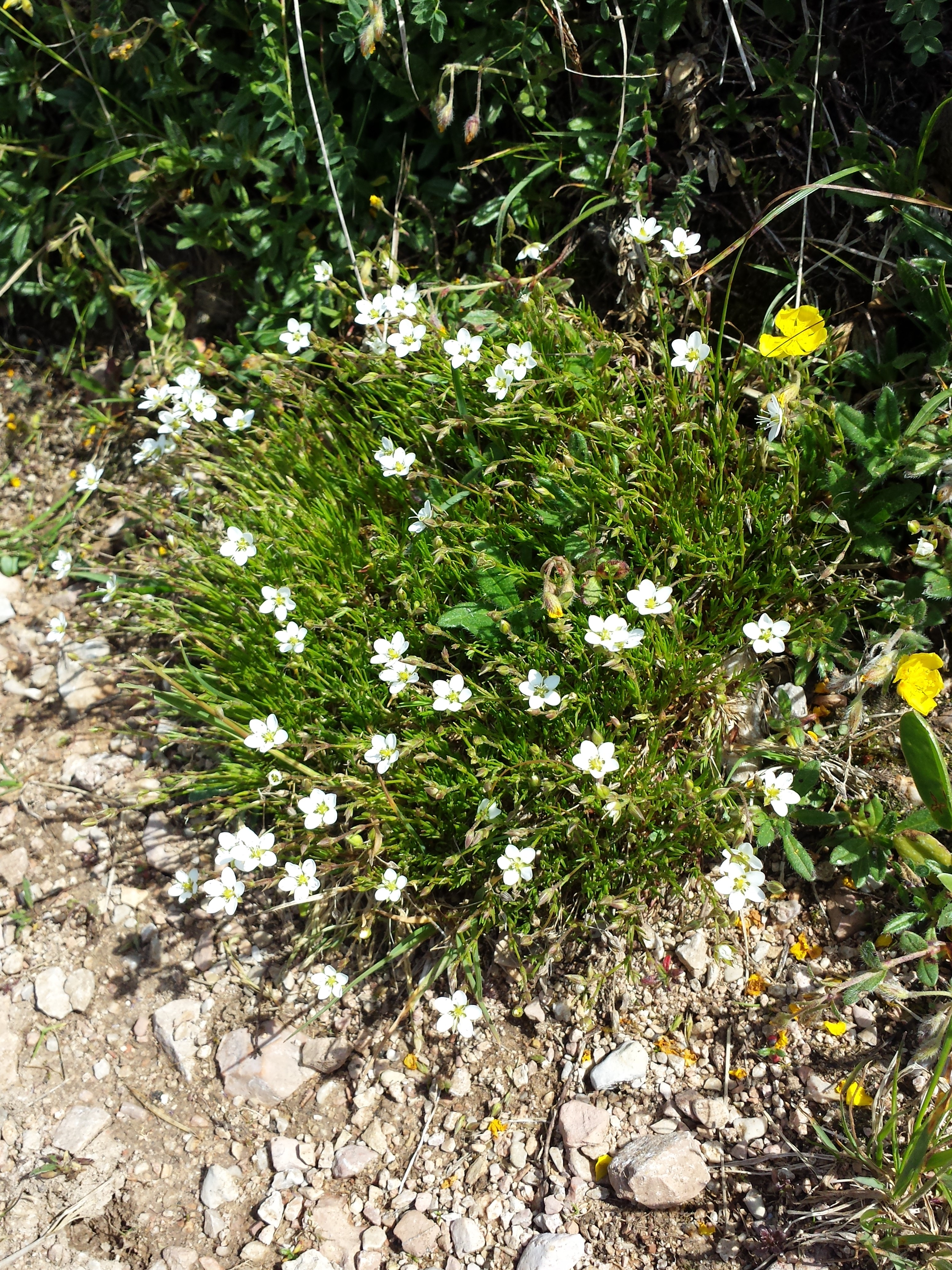
Im Habitat

### Vegetative Merkmale
Die Alpen-Frühlings-Miere ist eine mehrjährige krautige Pflanze und erreicht Wuchshöhen von 2 bis 5 Zentimetern. Sie bildet meist dichte Polster. Die Grundachse und die untersten Zweige sind manchmal etwas verholzt. Die Laubblätter sind schmal-linealisch, stumpf, lebhaft grün und etwas fleischig. Die Furchen zwischen den Laubblattnerven sind so breit wie die Nerven oder breiter. Getrocknete Blätter sind unterseits deutlich dreinervig.
Nur die untersten Blätter tragen in ihren Blattachseln kurze Blattbüschel.

### Generative Merkmale
Die Blütezeit reicht von Juni bis August. Meist ein bis fünf, selten bis zu sieben Blüten stehen in endständigen Blütenständen zusammen. Der Blütenstiel ist 5 bis 15, selten bis zu 20 Millimeter lang. Die zwittrigen Blüten sind radiärsymmetrisch mit doppelter Blütenhülle. Die Kelchblätter sind bei einer Länge von 3,5 bis 4,5 Millimetern eiförmig mit spitzem oberen Ende und an der Spitze etwas nach innen gebogen. Die  weißen Kronblätter sind mit einer Länge von 4 bis 5 Millimeter meist etwas länger als die Kelchblätter. Die Staubbeutel sind purpurfarben. Die Fruchtkapsel ist länglich-eiförmig und so lang oder etwas länger als der Kelch. Die Samen messen selten 0,5 bis meist 0,7 bis 1 Millimeter im Durchmesser, mit mehr oder weniger spitzen Papillen, diese etwa so lang wie breit.
Die Chromosomenzahl beträgt 2n = 24.

## Vorkommen
Die Alpen-Frühlings-Miere kommt in Österreich zerstreut bis häufig in allen Bundesländern außer Burgenland und Wien in der subalpinen bis alpinen Höhenstufe und (herabgeschwemmt) auch im montanen Bereich. Die höchsten Vorkommen in der Schweiz finden sich im Unterengadin am Piz Linard in einer Höhenlage von 3300 Metern.
Diese etwas kalkliebende Pflanze bevorzugt als Standort Rasen und Gesteinsfluren. Sie kommt in Pflanzengesellschaften des Seslerion-Verbands und im Elynetum vor; überregional ist sie eine Charakterart der Klasse Carici-Kobresietea.
Die ökologischen Zeigerwerte nach Landolt et al. 2010 sind in der Schweiz: Feuchtezahl F = 2 (mäßig trocken), Lichtzahl L = 5 (sehr hell), Reaktionszahl R = 4 (neutral bis basisch), Temperaturzahl T = 2 (subalpin), Nährstoffzahl N = 1 (sehr nährstoffarm), Kontinentalitätszahl K = 4 (subkontinental).

## Taxonomie
Die Erstbeschreibung erfolgte 1799 unter dem Namen Arenaria Gerardi durch Carl Ludwig Willdenow in Species Plantarum, 4. Auflage (Willdenow), Band 2, Teil 1, S. 729. Das Artepitheton gerardii ehrt den französischen Botaniker Louis Gérard (1753–1819). Die Neukombination zu Minuartia gerardi (Willd.) Hayek wurde 1908 durch August von Hayek veröffentlicht. Weitere Synonyme für Minuartia gerardii (Willd.) Hayek sind: Alsine saxatilis Wahlenb., Alsine gerardi (Willd.) Wahlenb., Alsine verna (L.) Wahlenb. var. gerardi (Willd.) Mert. & Koch, Minuartia verna (L.) Hiern var. gerardi (Willd.) Schinz & Thell. und Sabulina gerardii (Willd.) Rchb.